# رويال رامبل (لعبة فيديو 2000)
رويل رامبل (بالإنجليزية: WWF Royal Rumble)‏ ، هي لعبة فيديو إلكترونية من نوع رياضة المصارعة الحرة، أنتجها ونشرها شركة سيجا اليابانية سنة 2000م، وتمعل لنظامي آركيد ودريم كاست المحمول.